# Morenilla
Morenilla – gmina w Hiszpanii, w prowincji Guadalajara, w Kastylii-La Manchy, o powierzchni 28,37 km². W 2011 roku gmina liczyła 49 mieszkańców.